# Pogonia japonica
Pogonia japonica é uma espécie de orquídea terrestre de flores vistosas que habita os campos do leste da China, Coreia e Japão.